# Krążowniki liniowe typu Indefatigable
Krążowniki liniowe typu Indefatigable − typ trzech brytyjskich krążowników liniowych z okresu I wojny światowej. Podobnie jak pozostałe brytyjskie krążowniki liniowe, urzeczywistniające idee admirała Johna Fishera, charakteryzowały się wysoką prędkością maksymalną, osiągniętą kosztem redukcji ochrony pancernej do minimum jak na okręty tej wielkości. Początkowo Royal Navy miała otrzymać tylko jeden okręt, „Indefatigable”, zbudowany według zmodyfikowanych planów typu Invincible, później dołączyły jeszcze dwa kolejne, sfinansowane przez dominia: „Australia” i „New Zealand”. Pierwszy z nich został okrętem flagowym niedawno utworzonej Royal Australian Navy, drugi wszedł bezpośrednio w skład floty brytyjskiej.
W początkowym okresie I wojny światowej każda z jednostek typu Indefatigable służyła na innym akwenie: „Indefatigable” na Morzu Śródziemnym, gdzie uczestniczył w pościgu za niemieckimi krążownikami „Goeben” i „Breslau” oraz w pierwszych działaniach przeciwko Turcji, „Australia” na wodach Pacyfiku, zaś „New Zealand” na Morzu Północnym, biorąc udział w bitwie koło Helgolandu, pościgu za niemieckimi okrętami po zbombardowaniu Scarborough, Hartlepool i Whitby oraz bitwie na Dogger Bank.
„Indefatigable” i „New Zealand” walczyły w składzie Grand Fleet w bitwie jutlandzkiej w 1916 roku („Australia” przebywała w tym czasie w stoczni, gdzie usuwano uszkodzenia odniesione w wyniku kolizji). Dla pierwszego z krążowników skończyła się ona tragicznie: trafiony w komory amunicyjne celnymi pociskami artylerii niemieckiego krążownika liniowego „Von der Tann” eksplodował i natychmiast zatonął wraz z niemal całą załogą. Dwa pozostałe okręty przetrwały w linii do zakończenia wojny, po czym „Australia” powróciła do roli okrętu flagowego swej macierzystej floty. W wyniku ustaleń traktatu waszyngtońskiego „New Zealand” został wycofany z linii w 1922 roku, zaś „Australia” w dwa lata później.

## Projektowanie i budowa
Po wybudowaniu w brytyjskich stoczniach pierwszych trzech krążowników liniowych (klasyfikowanych do końca 1911 roku jako wielkie krążowniki pancerne) typu Invincible i na wieść o rozpoczęciu przez najgroźniejszego rywala – Cesarstwo Niemieckie – budowy zbliżonego konstrukcyjnie okrętu „Von der Tann”, Admiralicja, wbrew niechętnemu stanowisku liberalnego rządu premiera Asquitha, przeforsowała rozpoczęcie prac stoczniowych nad kolejną jednostką tej klasy, według nieco tylko zmodyfikowanego projektu. Główną różnicą było nieznaczne wydłużenie kadłuba i co za tym idzie zwiększenie wyporności, skutkujące w wyglądzie zewnętrznym oddaleniem od siebie wież artyleryjskich umieszczonych diagonalnie na śródokręciu, co teoretycznie pozwalało im strzelać ponad pokładem na przeciwległą burtę. Stępkę pod okręt, sfinansowany ze zredukowanego programu rozbudowy floty na lata 1908−1909, położono 23 lutego 1909 roku w stoczni marynarki w Devonport.
Rok później rozpoczęto prace konstrukcyjne nad kolejnymi dwoma jednostkami, powtarzającymi ten sam projekt, finansowanymi przez brytyjskie dominia: Australię i Nową Zelandię, w związku z planami stworzenia niezależnych flot obydwu państw. Ostatecznie jedynie australijski krążownik trafił do utworzonej w 1911 roku Royal Australian Navy jako jej jednostka flagowa, okręt nowozelandzki został przekazany Royal Navy w darze od społeczności dominium. Stępki pod obydwa krążowniki zostały położone w czerwcu 1910 roku w stoczniach John Brown & Co. w Clydebank oraz Fairfield w Govan. Okręty otrzymały nieznacznie mocniejsze maszynownie, dla łatwiejszego osiągania projektowanej prędkości maksymalnej 25 węzłów.
Wodowanie „Indefatigable” nastąpiło 28 października 1909 roku, a zakończenie budowy w kwietniu 1911 roku. Odpowiednie daty dla „Australii” i „New Zealand” to 25 października 1911 i czerwiec 1913 roku oraz 1 lipca 1911 i listopad 1912 roku.

## Opis konstrukcji

### Charakterystyka ogólna

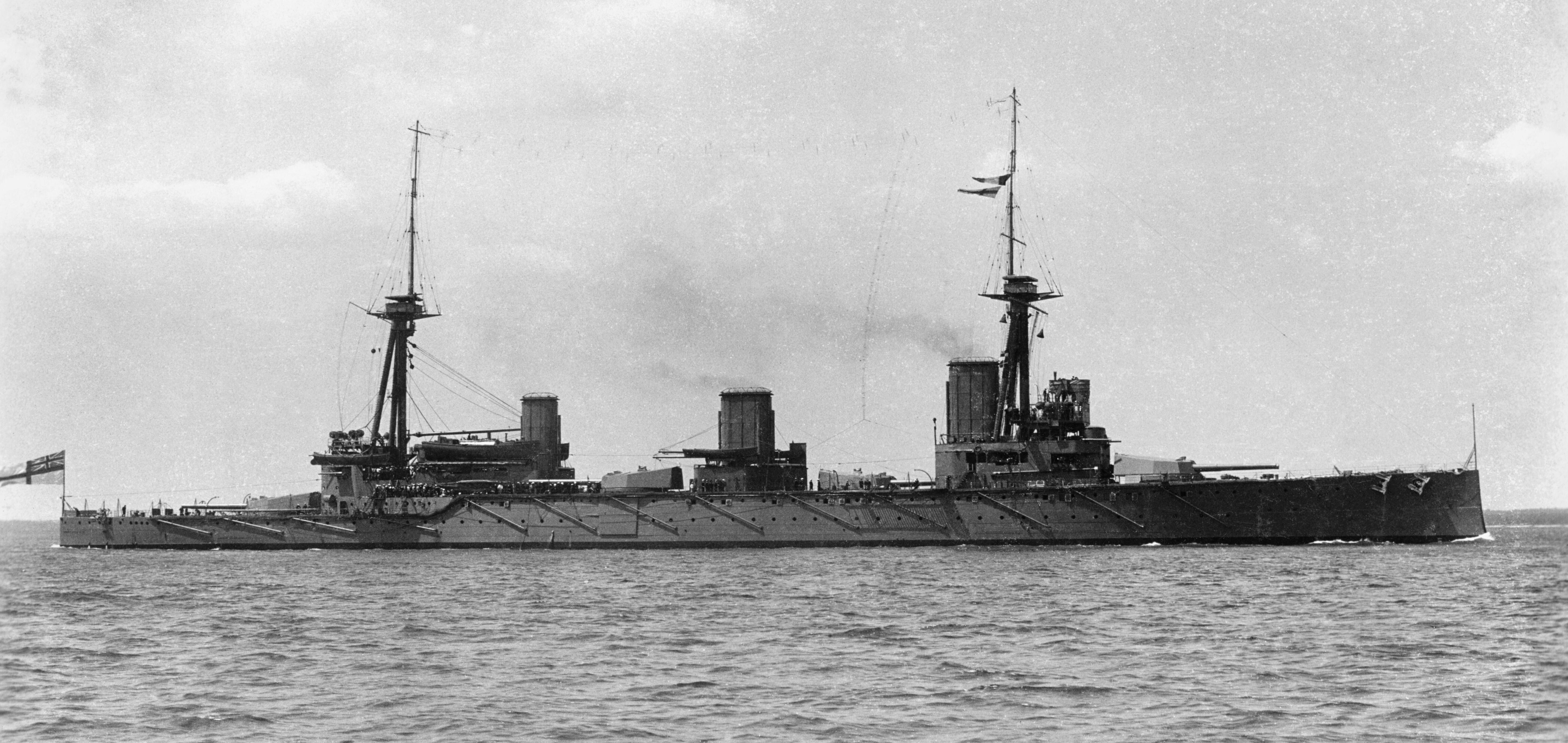
Sylwetka „Indefatigable”

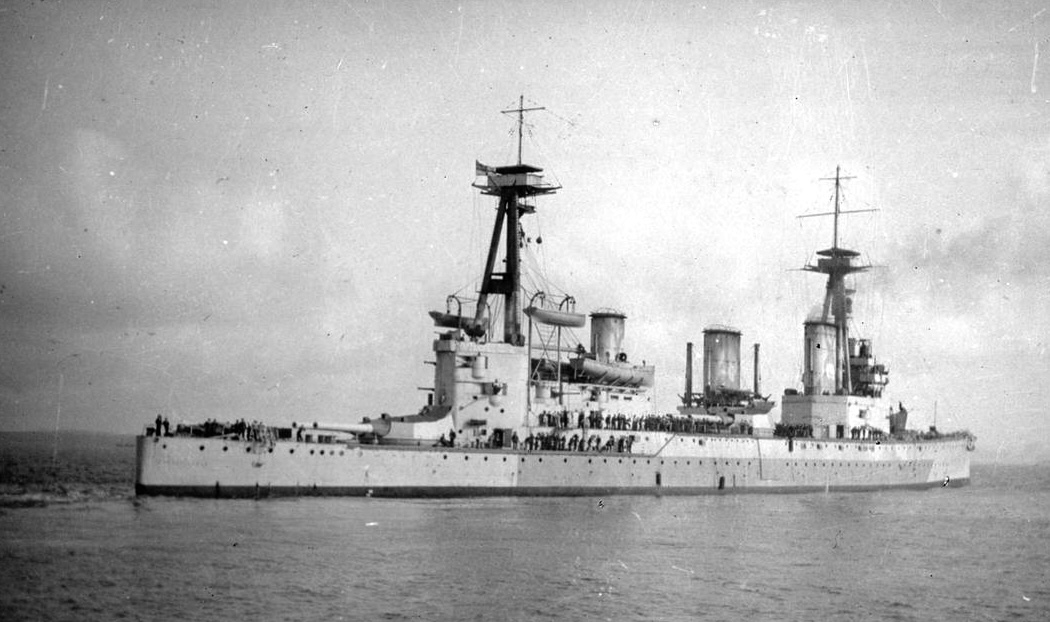
„Indefatigable” od rufy

Długość całkowita krążowników liniowych typu Indefatigable wynosiła 179,8 m (między pionami 169,3 m, na konstrukcyjnej linii wodnej 179,3 m) a szerokość maksymalna 24,4 m. W przypadku „Indefatigable” wyporność konstrukcyjna wynosiła 18 470 ton angielskich (ts), a pełna 22 080 ts; dla dwóch pozostałych okrętów było to odpowiednio 18 500 ts i 22 110 ts. Średnie zanurzenie kadłubów osiągało 8,1 m.
Według projektu załoga każdego z krążowników miała liczyć po 790–800 oficerów, podoficerów i marynarzy (dla „Australii” jako okrętu flagowego przewidziano dodatkowe pomieszczenia dla 20 członków sztabu admiralskiego), w warunkach wojennych szybko wzrosła: podczas bitwy jutlandzkiej na „Indefatigable” zaokrętowanych było 1019 marynarzy i pięć osób cywilnych, liczba członków załogi „New Zealand” w 1919 roku wynosiła 853, zaś w 1921 – 1070, „Australii” w 1919 roku zaś 840.

### Urządzenia napędowe
Siłownia okrętów typu Indefatigable była w zasadzie nieco mocniejszym powtórzeniem rozwiązań zastosowanych na poprzednim typie Invincible. W dwóch oddzielnych maszynowniach zainstalowane zostały dwa zespoły turbin parowych systemu Parsonsa, każdy składający się z turbiny wysokiego i niskiego ciśnienia. Napędzały one bezpośrednio cztery wały napędowe ze śrubami o średnicy 10 stóp 10 cali (ok. 3,30 m) dla wałów zewnętrznych i 10 stóp 3 cali (ok. 3,12 m) dla wewnętrznych. Śruby „Australii” miały większą powierzchnię roboczą łopat. Przy projektowanej mocy maszyn wynoszącej 43 000 shp dla pierwszego okrętu i 44 000 shp dla pozostałych, prędkość maksymalna miała wynosić 25 węzłów. Główną różnicą w porównaniu z poprzednikami był brak osobnych turbin marszowych, które okazały się niepraktyczne w zastosowaniu.
Parę do turbin dostarczało 31 (według jednego ze źródeł 32) kotłów wodnorurkowych typu Babcock & Wilcox umieszczonych w pięciu kotłowniach. Zapas paliwa wynosił 3170 ton węgla i 840 ton mazutu, co pozwalało przepłynąć maksymalnie 6690 mil morskich przy prędkości ekonomicznej 10 węzłów.
Podczas prób prędkości maksymalnej na mili pomiarowej Polperro (gdzie odbywały się wszystkie przedwojenne próby prędkości dużych okrętów Royal Navy), „Indefatigable” osiągnął 25,79 węzła przy nominalnej mocy maszyn oraz 26,89 węzła z przeforsowaniem do 55 187 shp. Podobne próby prędkości dały dla „Australii” wynik 26,89 węzła przy mocy 55 881 shp, a dla „New Zealand” 26,39 węzła przy mocy 49 048 shp. Według raportów z bitwy na Dogger Bank w 1915 roku siłownia tego ostatniego okrętu uzyskała, przy pełnym zaangażowaniu obsługi, moc maksymalną przekraczającą 65 000 shp.

### Uzbrojenie

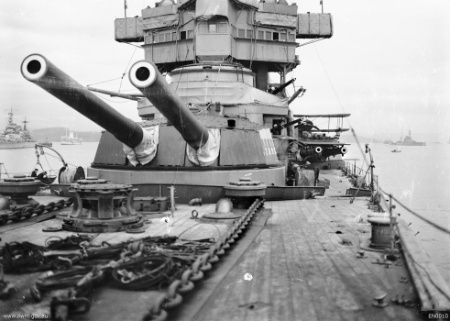
Wieża A „Australii”

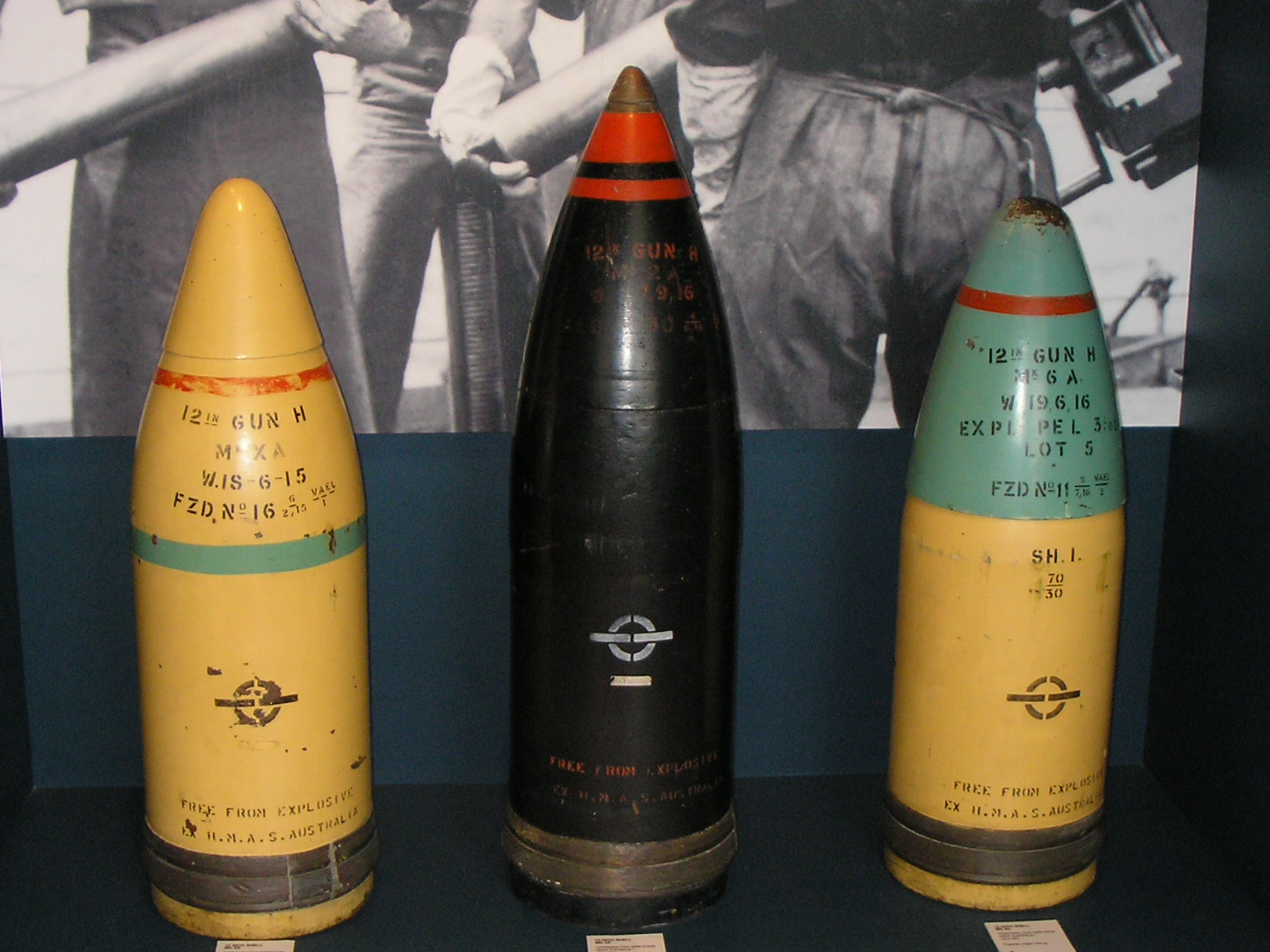
Pociski 12-calowe z „Australii” w ekspozycji RAN Museum w Sydney

Głównym uzbrojeniem artyleryjskim krążowników liniowych typu Indefatigable było osiem dział BL Mk X kal. 305 mm (12 cali) o długości lufy 45 kalibrów, umieszczonych w czterech wieżach artyleryjskich na podstawach typu BVIII* (według jednego ze źródeł „Australia” i „New Zealand” miały otrzymać nowsze działa BL Mk XI o długości lufy 50 kalibrów). Jedna z wież znajdowała się na pokładzie dziobowym, jedna na rufie, zaś dwie pozostałe diagonalnie na śródokręciu. Całość pochodziła z zakładów koncernu Vickersa. Zapas pocisków wynosił po 110 sztuk na działo.
Maksymalna donośność wynosiła 16 450 m przy kącie podniesienia luf 13,5° oraz masie pocisku 390 kg i prędkości wylotowej 831 m/s. Po zwiększeniu kąta podniesienia do 16° i dostarczeniu pocisków nowego typu, o poprawionej aerodynamice, zasięg wzrósł do 18 686 m. Działa miały szybkostrzelność 1,5 strzału na minutę.
Artylerię średniego kalibru, przeznaczoną do zwalczania lżejszych okrętów, tworzyło 16 dział BL Mk VII kal. 102 mm (4 cale), zainstalowanych w kazamatach w nadbudówkach: sześć dziobowej i dziesięć rufowej. Dwa z nich zostały zdemontowane w 1915 roku, zaś na „New Zealand” usunięto jeszcze jedno w 1917 roku i cztery kolejne w styczniu 1919 roku. Na każde działo przypadało 100 sztuk amunicji.
Uzbrojenie torpedowe okrętów składało się z dwóch podwodnych wyrzutni kal. 450 mm (18 cali), z zapasem 12 torped.
W trakcie służby uzbrojenie krążowników podlegało modyfikacjom. Najważniejsza z nich obejmowała instalację artylerii przeciwlotniczej dla zwalczania nowego zagrożenia z powietrza. W październiku 1914 roku na „New Zealand” zamontowano jedno działo przeciwlotnicze kal. 76 mm (3 cale) i jedno Hotchkiss kal. 57 mm (6-funtowe). W marcu 1915 roku dwa pozostałe okręty otrzymały po jednym dziale kal. 76 mm, na „Australii” wymienionym w czerwcu 1917 roku na działo kal. 102 mm. Takie samo działo otrzymał w tym okresie również „New Zealand”.
W chwili wejścia do służby każdy z krążowników posiadał na pokładzie po cztery 3-funtowe działka salutacyjne Hotchkiss. Zostały one zdemontowane na początku wojny, z wyjątkiem „Australii”, która jako okręt flagowy Royal Australian Navy zatrzymała dwa z nich. Po zakończeniu działań wojennych obydwie ocalałe jednostki otrzymały z powrotem pełny zestaw tych działek.
System kontroli ognia opierał się na danych pozyskiwanych z dwóch, umieszczonych w stanowiskach obserwacyjnych na masztach, dalmierzy Barr & Stroud o bazie 2,75 m (9 stóp). Były one przekazywane za pośrednictwem kalkulatorów mechanicznych Dumaresq do stacji transmisji danych i dalej do wież artyleryjskich jako gotowe dane ogniowe. Przed rozpoczęciem działań wojennych jedynie „Indefatigable” posiadał pełne wyposażenie systemu kontroli ognia, pozostałe okręty otrzymały je nieco później i w zmienionej konfiguracji. Ponieważ w czasie przedwojennych ćwiczeń z udziałem starego pancernika „Hero” jako okrętu-celu okazało się, że stanowiska obserwacyjne na masztach są szczególnie podatne na uszkodzenia od pocisków i ich odłamków, postanowiono zwiększyć elastyczność systemu, instalując w dziobowej wieży artyleryjskiej dodatkowy dalmierz 9-stopowy, chroniony pancerzem, oraz przeliczniki i stację transmisji danych. W ten sposób wieża mogła pełnić podczas walki rolę centrali artyleryjskiej. Zlikwidowano również stanowisko obserwacyjne na tylnym maszcie, przenosząc je do opancerzonej wieży w obrębie bojowego stanowiska dowodzenia. Już w trakcie działań wojennych takie rozwiązanie, jako sprawdzające się w praktyce, zastosowano również na „Indefatigable” i wcześniejszych jednostkach typu Invincible. W latach 1915−1916 na krążownikach typu Indefatigable zainstalowano nowocześniejsze urządzenia kierowania ogniem, wykorzystujące kalkulatory artyleryjskie Mk I konstrukcji Frederika Dreyera (Dreyer Table Mk I).
Pod koniec wojny na „Australii” i „New Zealand” przeprowadzono udane próby startu samolotów Sopwith Camel i Sopwith 1½ Strutter z platform zainstalowanych na dachach wież artyleryjskich na śródokręciu.

### Opancerzenie

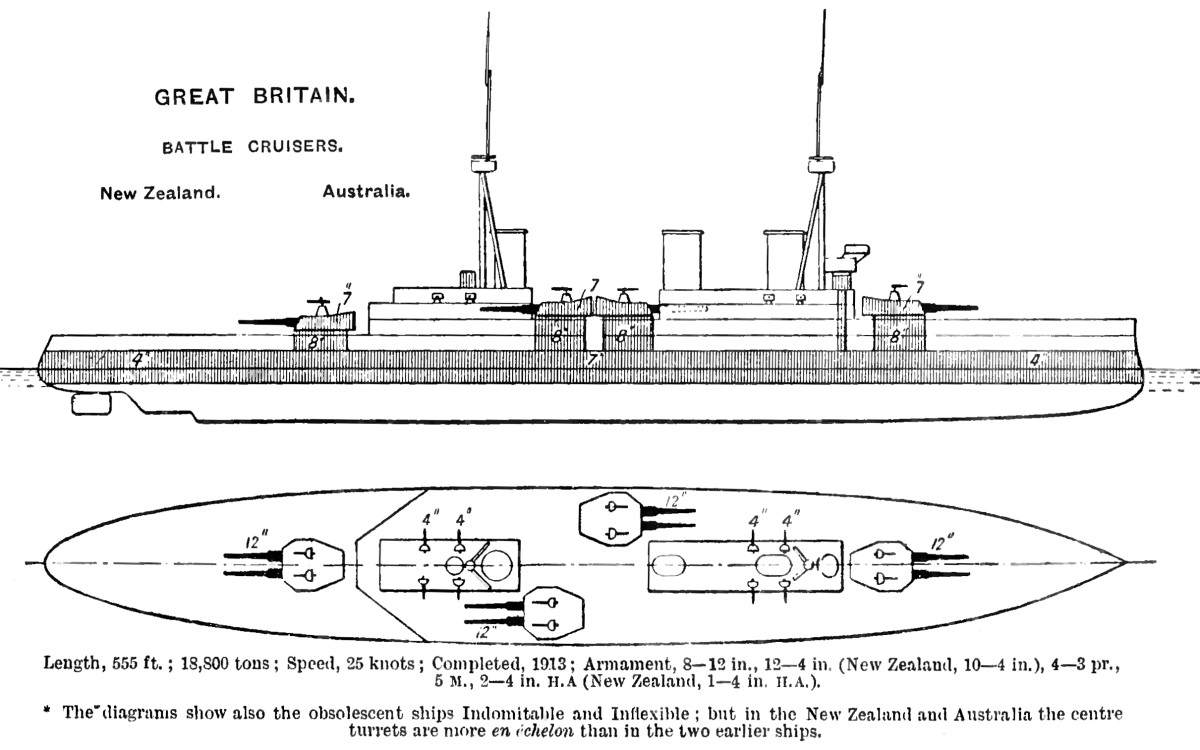
Uproszczony schemat opancerzenia

Opancerzenie okrętów typu Indefatigable, podobnie jak wszystkich brytyjskich krążowników liniowych, było zredukowane do niezbędnego minimum. Na pierwszym z krążowników składało się ono z głównego pasa pancernego na burtach, rozciągającego się na całej długości kadłuba. Jego maksymalna grubość wynosiła 152 mm na śródokręciu, by zmniejszać się ku końcom do 102 mm na wysokości barbet skrajnych wież artyleryjskich i ich magazynów amunicyjnych oraz do 64 mm na dziobie i rufie. Wieże i barbety miały pancerz o grubości maksymalnej 178 mm, bojowe stanowisko dowodzenia 254 mm. Opancerzenie poziome składało się z pokładów o grubości od 25 do 65 mm. Podwodną część kadłuba chroniła nieciągła gródź przeciwtorpedowa na wysokości magazynów amunicyjnych o grubości 64 mm. Całość wykonana była ze stali Kruppa: KC (Krupp Cemented) i KNC (Krupp Non-Cemented).
Opancerzenie dwóch później ukończonych okrętów różniło się w drobnych szczegółach, ale jego podstawowe grubości były identyczne. Wzmocniony został, kosztem rezygnacji z ochrony sekcji dziobowej i rufowej, pancerz burtowy na wysokości skrajnych wież artylerii głównego kalibru. Po bitwie jutlandzkiej dodatkowo pogrubiono o 25 mm pancerz poziomy w rejonie wież artyleryjskich.

## Przebieg służby okrętów

### HMS „Indefatigable”

HMS „Indefatigable” przed wojną

Budowę okrętu rozpoczęto w stoczni w Devonport 23 lutego 1909 roku, wodowanie odbyło się 28 października, zaś w pełni ukończony okręt został przekazany Royal Navy 24 lutego 1911 roku. Krążownik wszedł w skład 1st Cruiser Squadron (1. Eskadry Krążowników) Home Fleet. W grudniu 1913 roku przetransferowano go na Morze Śródziemne, do 2nd Battlecruiser Squadron (2. Eskadry Krążowników Liniowych).

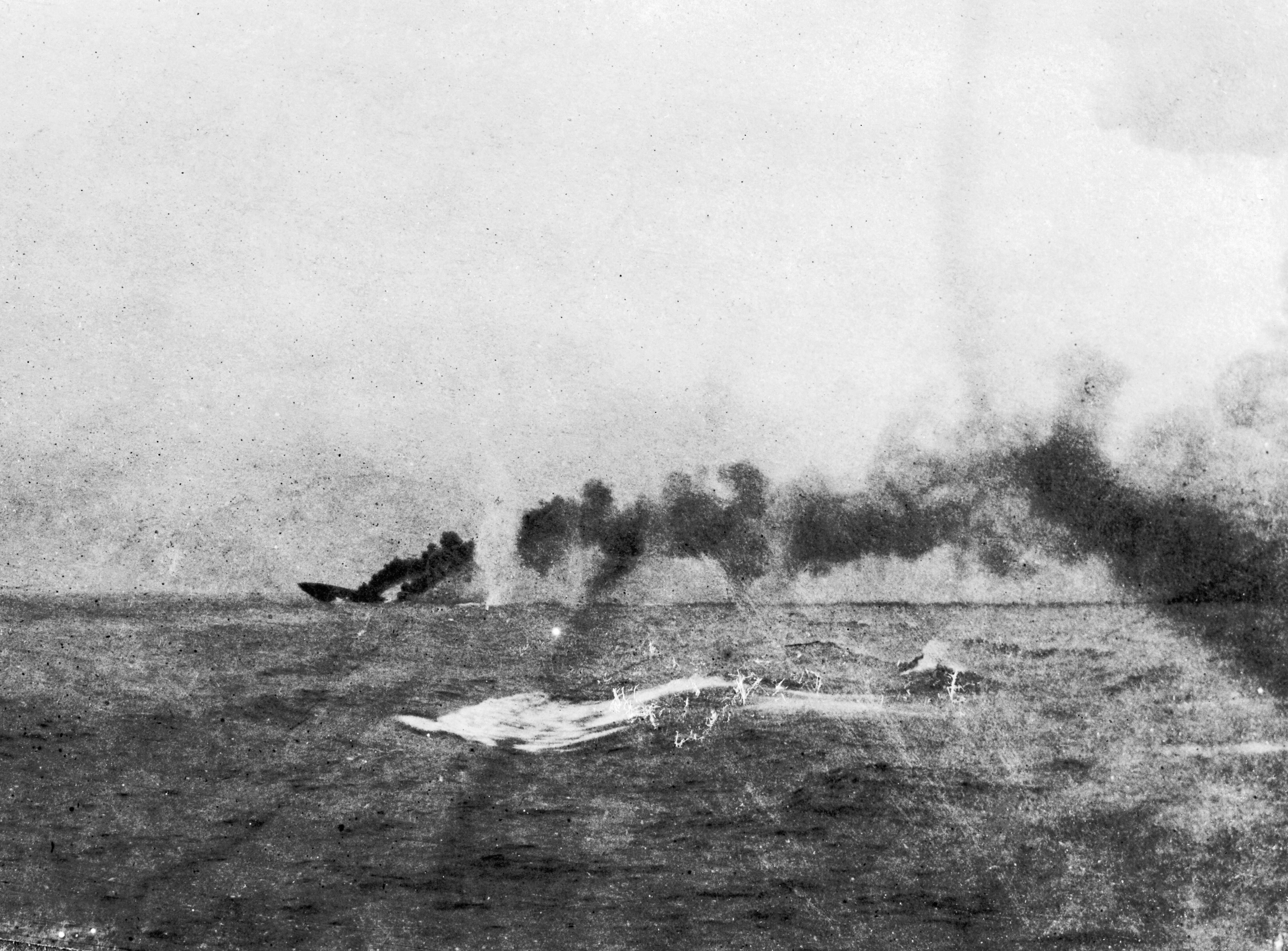
„Indefatigable” tonący podczas bitwy jutlandzkiej

Po rozpoczęciu działań wojennych I wojny światowej „Indefatigable” brał udział w pościgu za okrętami niemieckiej Eskadry Śródziemnomorskiej. W ciągu siedmiu dni przeważające siły Royal Navy próbowały przechwycić krążownik liniowy „Goeben” i lekki „Breslau”, zmierzające zgodnie z otrzymanymi rozkazami do Konstantynopola. Wobec nieporozumień pomiędzy brytyjskimi dowódcami i błędnej interpretacji otrzymanych rozkazów, okręty niemieckie dotarły bezpiecznie do portu przeznaczenia, wchodząc po fikcyjnej sprzedaży w skład tureckiej marynarki wojennej i zmieniając tym samym układ sił na Morzu Czarnym.
3 listopada 1914 roku (na dwa dni przed formalnym wypowiedzeniem przez Wielką Brytanię wojny Turcji) „Indefatigable” i „Indomitable” wraz z dwoma okrętami francuskimi przeprowadziły próbne bombardowanie pozycji tureckich na półwyspie Gallipoli. W czasie dwudziestominutowego ostrzału fortu Suddel Bahr celny pocisk spowodował eksplozję amunicji oraz śmierć 86 żołnierzy. Na początku 1915 roku „Indefatigable” opuścił Morze Śródziemne, zastąpiony przez „Inflexible”, i przez Maltę powrócił do Wielkiej Brytanii.
31 maja 1916 roku krążownik wziął udział w bitwie jutlandzkiej, w składzie 2. Eskadry Krążowników Liniowych Grand Fleet. W pojedynku artyleryjskim z „Von der Tannem” otrzymał kilka celnych trafień pociskami kal. 280 mm. Część z nich uderzyła w okolicy komór amunicyjnych, powodując eksplozję zgromadzonych tam ładunków. Okręt natychmiast zatonął, z załogi liczącej w dniu bitwy 1024 osoby (w tym pięć cywilnych) jedynie dwóch marynarzy zostało uratowanych przez niemiecki niszczyciel S 16.

### HMAS „Australia”

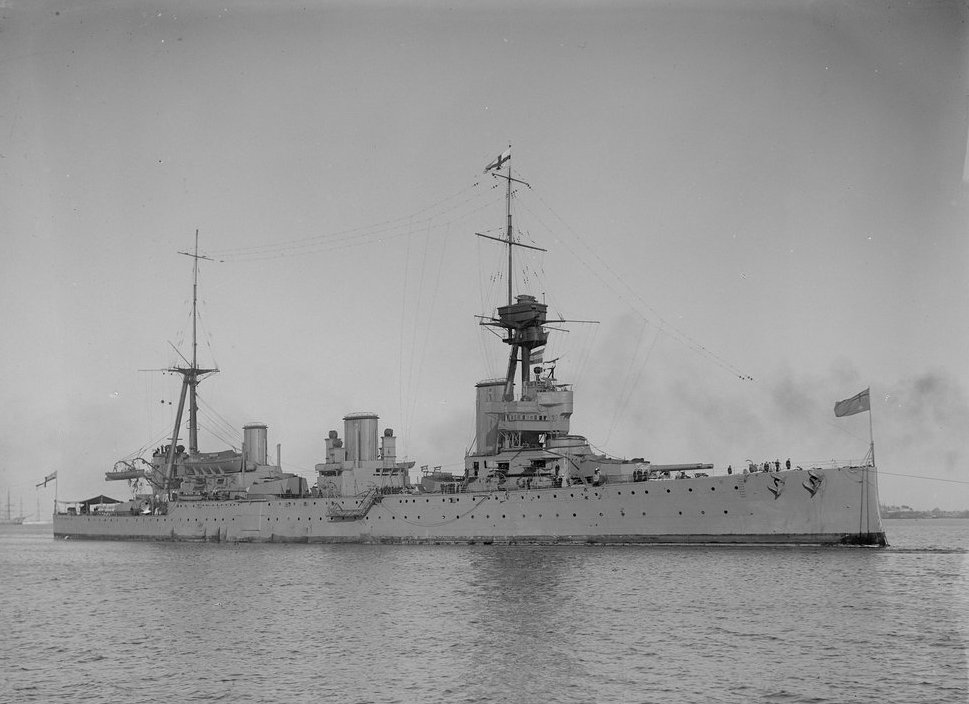
HMAS „Australia” w 1914 roku

Stępkę pod przyszły okręt flagowy floty australijskiej położono w stoczni John Brown & Co. w Clydebank 23 czerwca 1910 roku, wodowanie odbyło się 25 października 1911 roku, zaś zakończenie budowy 21 czerwca 1913 roku. Przejęty przez personel Royal Australian Navy krążownik dotarł do Sydney Harbour 4 października 1913 roku.

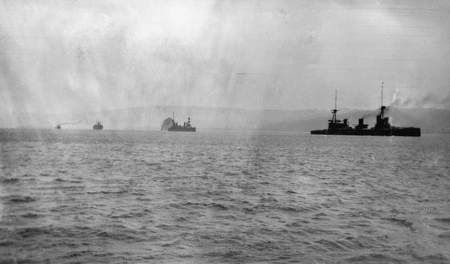
Flota australijska prowadzona przez „Australię” wpływa do Rabaulu 12 września 1914 r.

Po włączeniu się Australii do działań wojennych pierwszym zadaniem okrętu był udział w poszukiwaniach Niemieckiej Eskadry Wschodnioazjatyckiej admirała Maximiliana von Spee. Następnie wspierał operację zajęcia Rabaulu przez wydzielone siły australijskie. Po zniszczeniu eskadry niemieckiej w bitwie koło Falklandów obecność tak silnie uzbrojonego okrętu na Pacyfiku była zbędna i „Australia” popłynęła do Europy dookoła przylądka Horn. W drodze do Wielkiej Brytanii przechwyciła i zatopiła niemiecki statek „Eleanore Woermann”, służący jako zaopatrzeniowiec dla eskadry admirała von Spee. Do Plymouth dotarła 29 stycznia 1915 roku.
Po krótkim pobycie w stoczni krążownik dołączył w lutym 1915 roku do 2. Eskadry Krążowników Liniowych Grand Fleet jako jej okręt flagowy. W kwietniu 1916 roku uległ poważnym uszkodzeniom w kolizji z bliźniaczym „New Zealand” i trafił do stoczni remontowej, co uniemożliwiło jego załodze udział w bitwie jutlandzkiej. Do służby wszedł ponownie w połowie czerwca.
Do końca wojny duże okręty Royal Navy nie miały już okazji do starcia z przeciwnikiem i w efekcie najpoważniejszymi zdarzeniami w dalszym ciągu wojennej służby „Australii” były kolejna kolizja, z „Repulse” 12 grudnia 1917 roku i wejście w skład floty przyjmującej płynące na internowanie okręty Hochseeflotte 21 listopada 1918 roku. Po czteroletnim pobycie na wodach europejskich krążownik powrócił do Sydney 15 czerwca 1919 roku. Najważniejszym momentem powojennej służby okrętu było przewodniczenie paradzie floty na cześć księcia Walii podczas jego wizyty w Australii w maju 1920 roku. 12 grudnia 1921 roku „Australia” została przeniesiona do rezerwy. Ostatecznie 12 kwietnia 1924 roku pierwszy okręt flagowy marynarki australijskiej został uroczyście zatopiony w odległości 24 mil morskich od portu w Sydney, na głębokości 150 sążni. Wrak został odnaleziony i sfotografowany w 2007 roku przez zdalnie sterowany, bezzałogowy pojazd podwodny, należący do United States Navy.

### HMS „New Zealand”

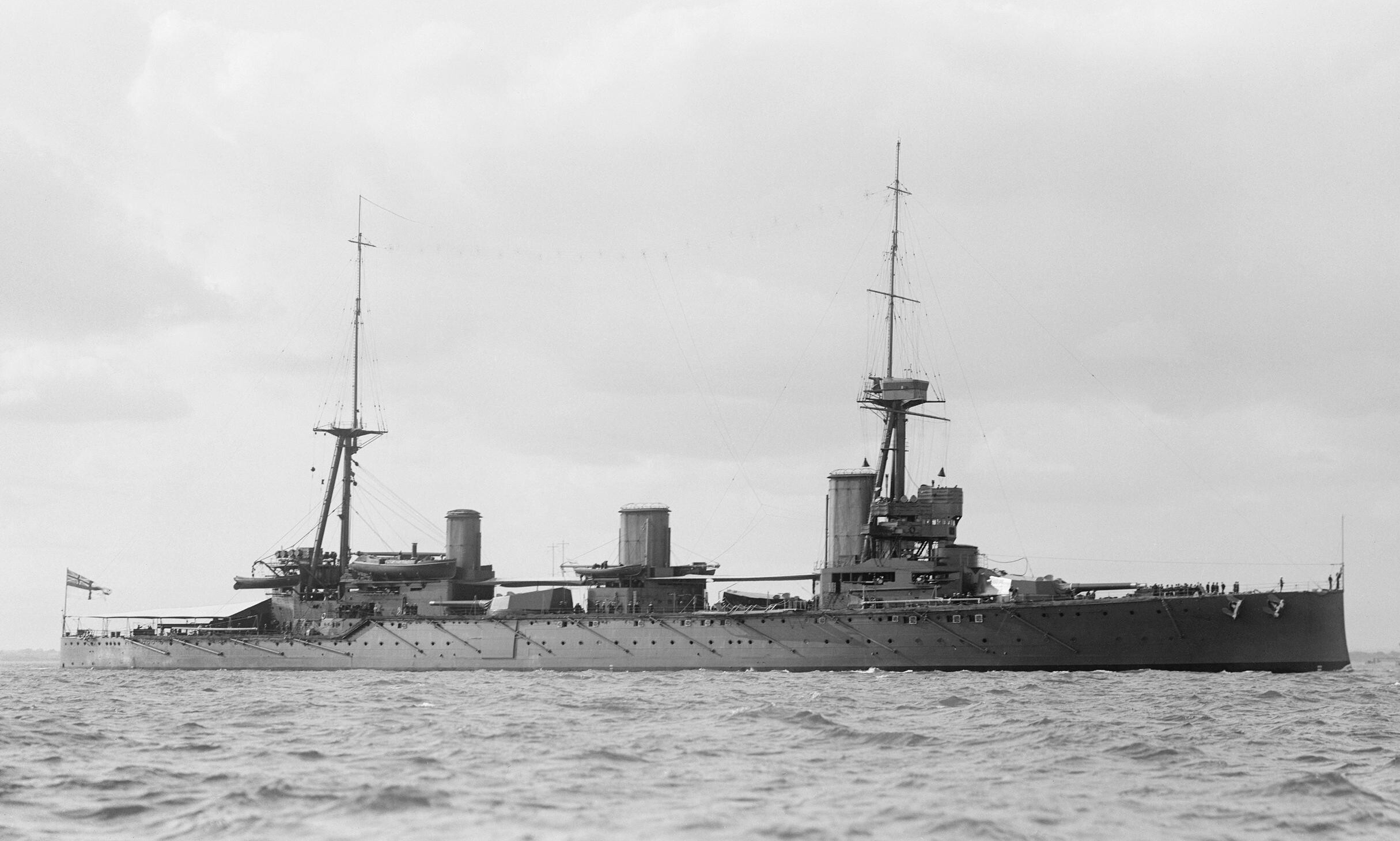
HMS „New Zealand”

Budowę „New Zealand” rozpoczęto 20 czerwca 1910 roku w stoczni Fairfield w Govan, wodowanie odbyło się 1 lipca 1911 roku, a w pełni wyposażony okręt został 19 listopada 1912 roku przejęty przez szkieletową załogę i przeprowadzony do Portsmouth, gdzie w cztery dni później oficjalnie wszedł w skład 1. Eskadry Krążowników Home Fleet. Pomiędzy 6 lutego a 8 grudnia 1913 roku krążownik odbył podróż dookoła świata, podczas której odwiedził również Nową Zelandię. Po powrocie wszedł w skład 1., a po wybuchu I wojny światowej 2. Eskadry Krążowników Liniowych Grand Fleet.

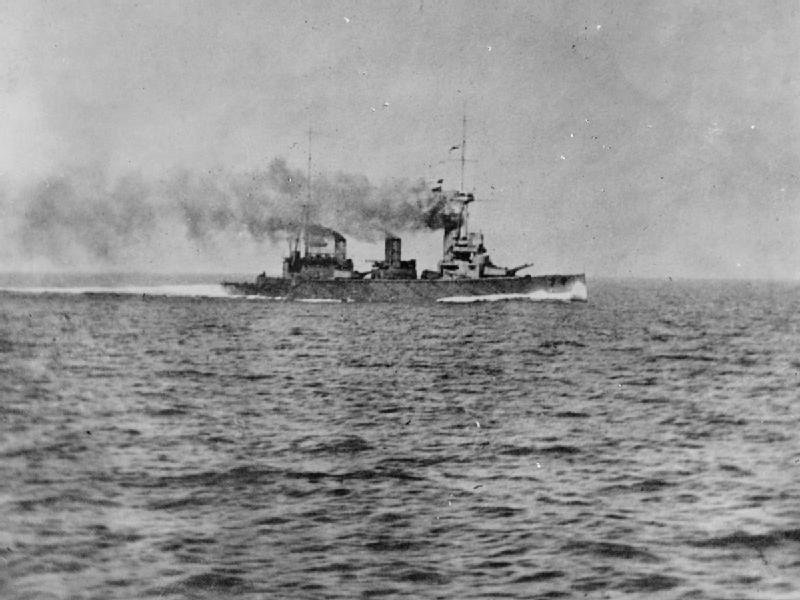
„New Zealand” podczas I bitwy koło Helgolandu

W składzie zespołu krążowników liniowych admirała Davida Beatty'ego okręt wziął udział w zwycięskich bitwach koło Helgolandu 28 sierpnia 1914 roku oraz na Dogger Bank 24 stycznia 1915 roku. W tej ostatniej pełnił rolę okrętu flagowego dowódcy 2. Eskadry Krążowników Liniowych, kontradmirała Archibalda Moore'a. Będąc teoretycznie wolniejszym od „Wspaniałych kotów” 1. Eskadry admirała Beatty'ego, dzięki wysiłkom całej obsady siłowni, „New Zealand” osiągnął prędkość maksymalną ponad 26 węzłów, dotrzymując szyku nowszym okrętom. Podczas całej bitwy artylerzyści krążownika wystrzelili 147 pocisków kal. 305 mm, przyczyniając się do zatopienia „Blüchera”.
„New Zealand” uczestniczył również w bitwie jutlandzkiej w dniach 31 maja i 1 czerwca 1916 roku. Płynął jako piąty w szyku okrętów admirała Beatty'ego, wiążąc się początkowo w pojedynku artyleryjskim z krążownikami liniowymi „Moltke” i „Von der Tann”, a następnie „Seydlitz” oraz pancernikami „Schleswig-Holstein” i „Schlesien”. Według sporządzonych po bitwie raportów z wystrzelonych podczas walki 420 pocisków dużego kalibru trafiły jedynie cztery: trzy w „Seydlitza” i jeden w któryś z przeddrednotów. Przynajmniej jedno ze źródeł kwestionuje przypisywanie tych trafień artylerzystom „New Zealand”. Brytyjski okręt został trafiony tylko raz, jedyny podczas całej wojny, i nikt z jego załogi nie odniósł obrażeń.
Po zakończeniu działań wojennych „New Zealand” został w grudniu 1918 roku skierowany do stoczni remontowej, w celu przygotowania go do odbycia długiego rejsu. W lutym 1919 roku, z admirałem Johnem Jellicoe na pokładzie, okręt wyruszył w drogę do Indii i innych dominiów, w tym Nowej Zelandii. Po powrocie w marcu 1920 roku krążownik został przeniesiony do rezerwy i ostatecznie, zgodnie z ustaleniami traktatu waszyngtońskiego, skreślony z listy floty 19 kwietnia 1922 roku. W grudniu tegoż roku sprzedano go stoczni złomowej w Rosyth.